# Negociador (série)
Negociador é uma série de televisão brasileira de drama policial, criada por Gustavo Mello, Thomas Stavros e Thiago Faelli e produzida pela Spiral International e a Boutique Filmes. Escrita por Thomas Stavros e José Guertzenstein, com colaboração de Gabriela Giffoni e Ronaldo Lasmar, e conteúdo do Prime Video, no Brasil, a primeira temporada de oito episódios da série foi lançada em 21 de julho de 2023.
Conta com as participações de Malvino Salvador e Barbara Reis nos papéis principais, além das atuações especiais de Christina Ubach, Joaquim Balieiro, Maria Manoella, Emilio de Mello, Cesar Mello, Luana Tanaka, Guilherme Piva e Denise Weinberg.

## Premissa
Gabriel Menck (Malvino Salvador) assume o papel de capitão no GATE, onde sua especialidade reside na habilidade de negociar rendições de criminosos, especialmente em casos de sequestros localizados. Apesar de adotar táticas não ortodoxas, como se aproximar excessivamente dos criminosos, ele é reconhecido por seus colegas como alguém capaz e eficiente em sua função. No entanto, sua vida sofre uma reviravolta trágica quando perde sua esposa em um acidente misterioso.
Essa tragédia o afasta por meses, enquanto ele cuida de seu filho, que ficou mudo devido ao choque traumático. Quando retorna ao serviço, Menck se depara com a Major Chacur (Bárbara Reis), que é designada como sua nova Gerente de Crise no GATE. Inicialmente, ela demonstra desconforto com os métodos pouco convencionais do negociador. Além disso, Menck enfrenta o revanchismo de antigos rivais dentro da corporação e se vê envolvido na investigação da morte de sua esposa.

## Produção

### Desenvolvimento
Em 20 de abril de 2022, a Prime Video divulgou a produção da série como conteúdo exclusivo de sua plataforma de streaming, tendo Malvino Salvador anunciado como protagonista. A série é baseada em eventos inspirados na vida de Diógenes Lucca, um especialista em gerenciamento de crises, ex-comandante da Polícia Militar de São Paulo e um dos fundadores do GATE.

## Elenco e personagens
| Legenda         | Legenda                              |
| --------------- | ------------------------------------ |
|                 | Creditado no elenco principal        |
|                 | Creditado no elenco recorrente       |
|                 | Creditado como participação especial |
| Does not appear | Personagem ausente                   |

| Principal        |                       |  |
| Malvino Salvador | Capitão Gabriel Menck |  |
| Barbara Reis     | Major Lara Chacur     |  |
| César Mello      | Siqueira              |  |
| Emílio de Mello  | Coronel Lopes         |  |
| Maria Manoella   | Martha                |  |
| Luana Tanaka     | Tina                  |  |
| Christiana Ubach | Sophia Menck          |  |
| Joaquim Balieiro | Ian Menck             |  |
| Guilherme Piva   | Bismarck              |  |
| Rodrigo de Odé   | Corregedor Freitas    |  |
| Recorrente       |                       |  |
| Denise Weinberg  | Eva                   |  |
| Lee Taylor       | Samuel                |  |
| Bruna Guerin     | Marina                |  |
| Gustavo Novaes   | Santacruz             |  |
| Nathália Falcão  | Cinthia               |  |
| Luiza Braga      |                       |  |
| Luiz Bertazzo    |                       |  |

## Episódios

### Resumo
| Temporada | Temporada | Episódios | Exibição             | Exibição           |
| Temporada | Temporada | Episódios | Estreia de temporada | Final de temporada |
| --------- | --------- | --------- | -------------------- | ------------------ |
|           | 1         | 8         | 21 de julho 2023     | 21 de julho 2023   |

### Primeira Temporada (2023)
| N.º geral | N.º na temp. | Título                        | Dirigido por    | Escrito por                                          | Exibição original   |
| --- | ------------ | ----------------------------- | --------------- | ---------------------------------------------------- | ------------------- |
| 1 | 1            | "Em Nome do Pai"              | Isabel Valiante | Gabriela Giffoni, Gustavo Mello e José Guertzenstein | 21 de julho de 2023 |
| O Capitão Menck retoma suas funções após a trágica morte de sua esposa. Durante um assalto com reféns, ele descobre que os motivos vão além do dinheiro. Conflitos surgem com a nova gerente, Major Chacur, e sua equipe tática. |              |                               |                 |                                                      |                     |
| 2 | 2            | "Família S.A."                | Isabel Valiante | Gabriela Giffoni, Gustavo Mello e José Guertzenstein | 21 de julho de 2023 |
| Menck confronta o sequestro da herdeira de uma construtora de São Paulo. Revelações suspeitas emergem, levando a vítima a fugir, ameaçando pular do telhado. Enquanto isso, na delegacia, o Major Freitas investiga o acidente fatal envolvendo Sofia, esposa de Menck.                                                                                          |              |                               |                 |                                                      |                     |
| 3 | 3            | "Bandido Bom É Bandido Morto" | Isabel Valiante | Gabriela Giffoni, Gustavo Mello e José Guertzenstein | 21 de julho de 2023 |
| O apresentador Walter Guerra é surpreendido em sua casa por um jovem. Menck chega à cena e os localiza dentro da adega. Enquanto isso, Chacur pressiona Siqueira para encontrar um ponto de acesso viável para uma possível intervenção da equipe tática. |              |                               |                 |                                                      |                     |
| 4 | 4            | "Até que a Vida nos Separe"   | Isabel Valiante | Gabriela Giffoni, Gustavo Mello e José Guertzenstein | 21 de julho de 2023 |
| No dia de seu casamento, a noiva e seu filho são feitos reféns pelo ex-marido dela, que é também o pai do rapaz. Menck entra disfarçado na situação e conquista a confiança do sequestrador. |              |                               |                 |                                                      |                     |
| 5 | 5            | "Sem Tempo"                   | Isabel Valiante | Gabriela Giffoni, Gustavo Mello e José Guertzenstein | 21 de julho de 2023 |
| Menck é submetido a um interrogatório sobre o acidente envolvendo Sofia. Ao entrar em seu carro, ele detecta a presença de uma bomba. Em meio à tensão, recebe uma ligação de Eva, revelando que ela e Ian também estão em perigo. Enquanto isso, Siqueira se dirige à residência de Menck.                                                                      |              |                               |                 |                                                      |                     |
| 6 | 6            | "GATE x GATE"                 | Isabel Valiante | Gabriela Giffoni, Gustavo Mello e José Guertzenstein | 21 de julho de 2023 |
| Chacur é capturada pelo Capitão Bismark em um sequestro tenso. Apesar das tentativas de negociação de Menck, Bismark mostra-se descontrolado. Menck e Siqueira iniciam uma busca frenética por Chacur, até que a equipe ouve um disparo perturbador. |              |                               |                 |                                                      |                     |
| 7 | 7            | "Bomba de Fumaça"             | Isabel Valiante | Gabriela Giffoni, Gustavo Mello e José Guertzenstein | 21 de julho de 2023 |
| A Companhia de Engenharia de Tráfego (CET) é alvo de uma invasão por criminosos. Lopes solicita o retorno de Menck para lidar com a situação. Enquanto isso, Chacur assume o papel de negociadora. Durante esses eventos, Menck faz uma descoberta relevante sobre o acidente envolvendo Sofia. No saguão da CET, Chacur negocia diretamente com o sequestrador. |              |                               |                 |                                                      |                     |
| 8 | 8            | "Novo Cangaço"                | Isabel Valiante | Gabriela Giffoni, Gustavo Mello e José Guertzenstein | 21 de julho de 2023 |
| Chacur identifica o sequestrador, encontrando-o em um galpão onde ele comanda toda a operação. Enquanto a equipe tática cerca o local, Chacur negocia a segurança dos reféns. Em uma ação decidida, Menck invade o galpão e consegue render o criminoso. |              |                               |                 |                                                      |                     |

## Repercussão

### Audiência
Negociador alcançou o primeiro lugar em visualizações no Prime Video, de acordo com um relatório divulgado pela Amazon. A produção estreou em 22 de julho e rapidamente se tornou a mais popular na plataforma de streaming no Brasil.
Embora a Amazon não tenha divulgado números específicos para respaldar esse sucesso, ela destacou que a série está entre as 10 mais assistidas em 11 países da América Latina, incluindo Uruguai, Venezuela e Argentina.

### Recepção da crítica
Rafael Braz, escrevendo para A Gazeta, ressaltou que a série é bem produzida mas se perde em um roteiro "medíocre". Em resumo, Braz escreveu que desde o inesperado sucesso de Tropa de Elite nos anos 2000, produções brasileiras sobre a polícia têm proliferado no cinema, TV e streaming, e que, embora haja exceções, como A Divisão e Impuros, em geral, os dramas policiais brasileiros sofrem com falta de originalidade e derivam muito. Negociador, apesar do sucesso na Amazon Prime Video, possui uma boa produção e algumas ideias interessantes, mas o roteiro, criado por Thomas Stavros e Gustavo Mello, tropeça em conveniências e muletas, seguindo a história do policial Gabriel Menck em sua volta ao Gate.
Hiccaro Rodrigues, do website Estação Nerd, observou que a série tem seus melhores momentos quando foca no estado psicológico do protagonista. Ele argumenta que, embora a criação de outras subtramas contribua para o desenvolvimento da história, elas não recebem destaque narrativo empolgante. Questões como o papel da mídia e o uso de violência são introduzidas, porém superficialmente exploradas. O desenrolar da trama culmina em um episódio final com várias pontas soltas, sugerindo uma segunda temporada para resolvê-las. Essa abordagem é vista como ousada, mas levanta preocupações sobre a continuidade da série.

A atuação do elenco foi elogiada. Hiccaro Rodrigues escreveu: "A produção só não caí na mesmice devido as atuações de Malvino Salvador e Barbara Reis nos papéis principais que são espetaculares! Os atores junto com Emilio de Mello e Guilherme Piva, no elenco de apoio, dão um show de atuação em suas cenas e atuam de modo a emprestar seu carisma na construção dos seus personagens e se entregam na construção dos mesmos".